# Kecske-hegy
Le Kecske-hegy est un sommet de Hongrie situé dans le 3e arrondissement de Budapest dans les collines de Buda, à proximité de Hármashatár-hegy.